# 69e régiment d'artillerie de campagne (3e régiment d'artillerie de campagne lorrain)
Pour les articles homonymes, voir 69e régiment.
Le 69e régiment d'artillerie de campagne (3e régiment régiment d'artillerie de campagne lorrain) (allemand : 3. Lothringisches Feldartillerie-Regiment Nr. 69) est une unité allemande de la 34e division d’infanterie, rattachée au XVIe corps d'armée, sous l'Empire allemand.

## Historique
Le 69e régiment d'artillerie, 3e lorrain, était en garnison à Saint-Avold, ville de garnison du district de Lorraine. Unité créée le 25 mars 1899, elle fut dissoute le 23 décembre 1918.

## Formation
- 2 août 1914- 12 octobre 1916 --- 34. Feldartillerie-Brigade
- 13 octobre 1916 - 10 décembre 1918 --- Heeresfeldartillerie

## Première Guerre mondiale
Au cours de la guerre 1914-1918, l'unité a perdu 23 officiers, 45 sous-officiers et 172 hommes de troupe. Elle s'est illustrée sur de nombreux théâtres d'opération:
- Longwy (1914),  (22 août 1914-25 août 1914)
- Combats en Meuse, notamment près de Dannevoux (1914)
- Combats sur la Marne, notamment près de Montfaucon (5-12 septembre 1914)
- Argonne
- Combats de Verdun (21 février 1916- 20 décembre 1916)
- Combats sur la Somme (1er juillet 1916- 18 novembre 1916)
- Arras
- Champagne
- St. Quentin
- Combles
- Albert

## Commémoration
Un monument portant une croix de Lorraine a été érigée au Château des Princes-Évêques de Münster, en Westphalie.

## Sources
- Major Marx: Geschichte des 3. lothr. Feldartillerie-Regiments Nr. 69, 1920.
- Jürgen Kraus: Handbuch der Verbände und Truppen des deutschen Heeres 1914-1918, t. IX: Feldartillerie vol. 1, Verlag Militaria, Vienne, 2007.